# 浜野 (掛川市)
浜野（はまの）は、静岡県掛川市にある大字。

## 地理
静岡県掛川市の南端に位置する。合併前の旧大東町においては南西端に位置していた。正方形のような形状の大字である。大字の全域が平地となっており、北には畑が広がっており人家も見受けられる。南は遠州灘に面しており、沿岸には海浜や砂防林が広がっている。北から南に向かって竜今寺川が流れており、遠州灘に注いでいる。
大字としての住所表記では「浜野」と記されるが、集落としては「浜野第一」と「浜野第二」の2つに大別されている。掛川市の自治区としては、集落の浜野第一と浜野第二はいずれも浜野区に属している。なお、自治区としての浜野区は、浜野第一や浜野第二だけでなく、他の大字に位置する別の集落も含めて構成されている。したがって、自治区としての浜野区の範囲は、大字として「浜野」と住所表記される範囲とは異なっている。

### 河川
- 竜今寺川

### 海洋
- 遠州灘

## 歴史
浜野と呼ばれている地は、もともとは自然村である遠江国城東郡浜野村の一部であった。1552年1月（天文20年12月23日）の今川義元の判物によれば、浜野村は今川氏の家臣である興津氏が知行していたが、浜野村の新田開発に伴い、近隣を領していた斎藤六郎衛門との間で相論が生じたとされる。江戸時代に入ると浜野村は横須賀藩領となっていた。その後、浜野村から浜野新田村が分離独立した。浜野新田村が分離した後の浜野村が、のちの浜野に該当する。内山真龍の『遠江国風土記伝』によれば、浜野村の当時の石高は276石1斗7升7合であったとされている。農業が盛んであり、五穀、大根、蔓菁根、辛菜、白瓜、青瓜、冬瓜、西瓜、茄子、甘蔗、木綿などが栽培されていた。漁業も盛んであり、鯛、鰹、鰺、鯖、𬵆、魳、鰈、鰶、鰯などが水揚げされていた。『角川日本地名大辞典』によれば、浜野村の鎮守社は近隣の西大坂村に鎮座する矢柄明神社とされている。明治元年には駿府藩領となり、明治2年には静岡藩領となった。
町村制が施行された1889年（明治22年）に浜野村は浜川新田村や浜野新田村と合併することになり、この地は静岡県城東郡三浜村の一部となっていた。その際に従来の自然村は大字とされることになり、三浜村の大字として浜野が設置された。大字である浜野に三浜村役場が置かれた。1942年（昭和17年）よりこの地は睦浜村の一部となった。大字である浜野に睦浜村役場が置かれた。その後の度重なる市町村合併を経て、1973年（昭和48年）4月よりこの地は大東町の一部となった。のちに大東町が掛川市、大須賀町と合併することになり、2005年（平成17年）4月よりこの地は掛川市の一部となった。

### 沿革
- 1871年 - 城東郡が静岡県に移管。
- 1871年 - 城東郡が浜松県に移管。
- 1876年 - 城東郡が静岡県に移管。

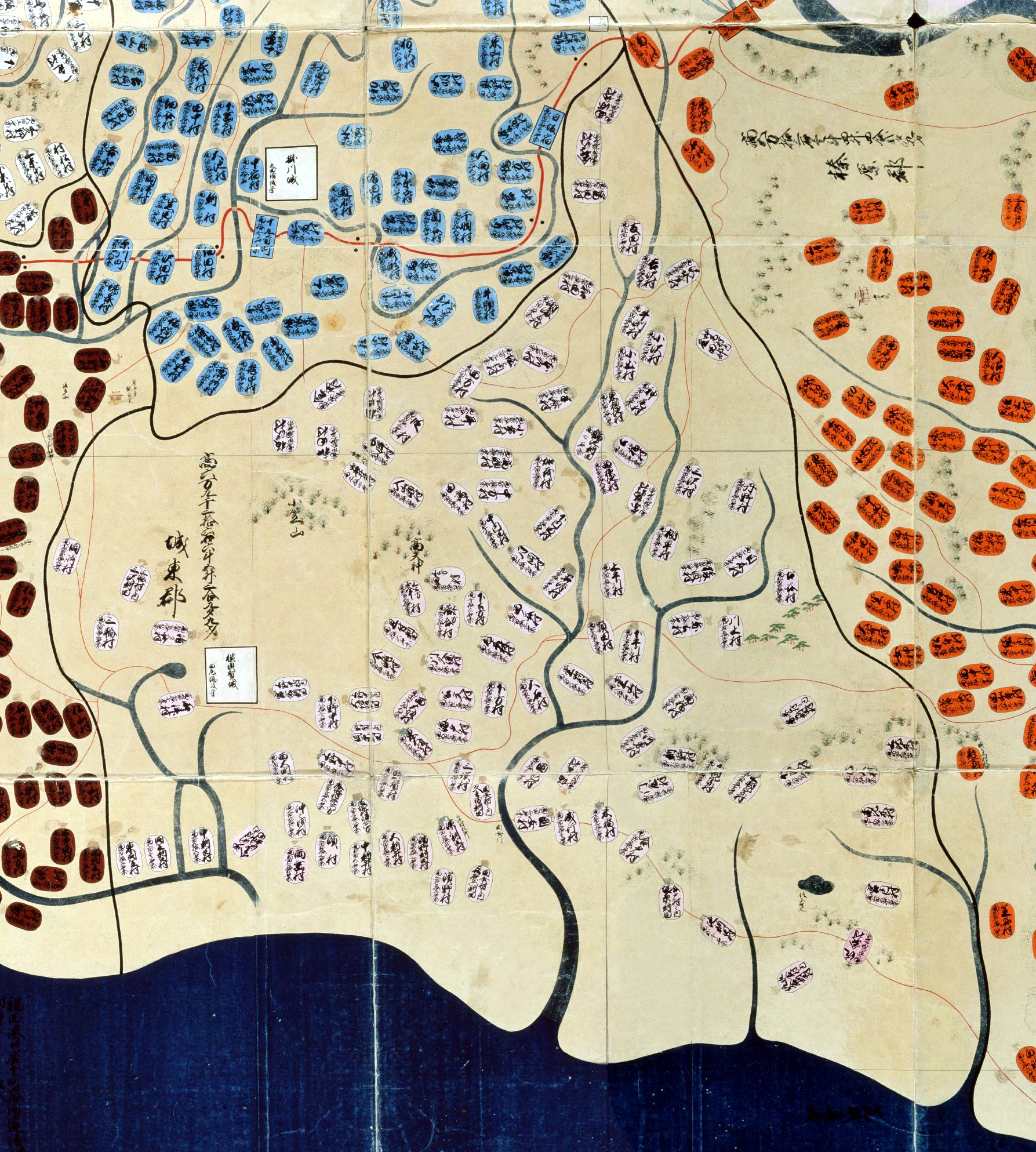
江戸時代に描かれた「遠江國」（『天保國繪圖』天保9年）。城東郡の村は薄桃色で示されており「濱野村」がみえる

- 1889年 - 静岡県城東郡浜野村、浜川新田村、浜野新田村が合併して三浜村を設置。三浜村の大字として浜野を設置[7][10]。
- 1896年 - 静岡県佐野郡、城東郡が合併して小笠郡を設置。
- 1942年 - 静岡県小笠郡三浜村、三俣村が合併して睦浜村を設置。
- 1955年 - 静岡県小笠郡大坂村、睦浜村が合併して大坂村を設置。
- 1956年 - 静岡県小笠郡大坂村、千浜村が合併して大浜町を設置。
- 1973年 - 静岡県小笠郡大浜町、城東村が合併して大東町を設置。
- 2005年 - 静岡県掛川市、小笠郡大東町、大須賀町が合併して掛川市を設置。

## 世帯数と人口
2024年（令和6年）11月末日現在の世帯数と人口は以下の通りである。
| 大字 | 世帯数  | 人口  |
| ---- | ------- | ----- |
| 浜野 | 260世帯 | 701人 |

## 事業所
2021年（令和3年）現在の事業所数と従業員数は以下の通りである。
| 大字 | 事業所数 | 従業員数 |
| ---- | -------- | -------- |
| 浜野 | 34事業所 | 477人    |

## 小・中学校の学区
公立小・中学校に通う場合、学区は以下の通りとなる。
| 番地 | 小学校             | 中学校             |
| ---- | ------------------ | ------------------ |
| 全域 | 掛川市立大坂小学校 | 掛川市立大浜中学校 |

## 交通

### 道路
- 国道150号
- 静岡県道38号掛川大東線
- 静岡県道376号浜松御前崎自転車道線

## その他

### 郵便
- 郵便番号：437-1424[2]（集配局：遠江大東郵便局）

### 警察
警察の管轄区域は以下の通りである。
| 番地 | 警察署     | 交番・駐在所 |
| ---- | ---------- | ------------ |
| 全域 | 掛川警察署 | 大東交番     |

### 消防
消防の管轄区域は以下の通りである。
| 番地 | 消防署・分署 | 消防団分団   |
| ---- | ------------ | ------------ |
| 全域 | 南消防署     | 大東第二分団 |

### 海上保安庁
海上保安庁の管轄区域は以下の通りである。
| 番地 | 管区海上保安本部     | 保安部         | 保安署           |
| ---- | -------------------- | -------------- | ---------------- |
| 全域 | 第三管区海上保安本部 | 清水海上保安部 | 御前崎海上保安署 |

### 自衛隊
陸上自衛隊の管轄区域は以下の通りである。
| 番地 | 方面隊     | 師団・旅団 | 部隊               |
| ---- | ---------- | ---------- | ------------------ |
| 全域 | 東部方面隊 | 第一師団   | 第三十四普通科連隊 |

海上自衛隊の管轄区域は以下の通りである。
| 番地 | 地方隊       |
| ---- | ------------ |
| 全域 | 横須賀地方隊 |

### 註釈
1. ↑  今日では「遠江国風土記伝」と表記するのが一般的であるが、1900年に発行された『逺江國風圡記傳』では「逺江國風圡記傳」との表記を用いているため、同書に関する出典表記はそれに倣った。